# Gregory Abbey
Gregory Abbey (Roxbury (Massachusetts), 15 december 1962) is een Amerikaans acteur die zich voornamelijk bezighoudt met voice-overwerk en het inspreken van animatiefilms. 
Abbey heeft werk geleverd voor productiebedrijven als 4Kids Entertainment, DuArt Film and Video, NYAV Post en Central Park Media. Enkele bekende rollen die hij had zijn die van Tristan Taylor uit Yu-Gi-Oh!, Yusei Fudo uit Yu-Gi-Oh! 5D's en Raphael uit de tweede animatieserie over de Turtles.

## Stemacteerwerk (selectie)
- Ape Escape 2 (videospel) – Specter de aap, blauwe aap, rode aap
- Berserk (animatieserie) – Godo
- Dinosaur King (animatieserie) – Genzo Sanzo Hoshi
- Interstella 5555: The 5tory of the 5ecret 5tar 5ystem (animatiefilm) – Shep
- One Piece (animatieserie) – Portgaz D. Ace
- Pokémon (animatieserie) – Tabitha, Scott
- Shaman King (animatieserie) – Liam Dithel
- Sonic X (animatieserie) – Sam Speed
- Teenage Mutant Ninja Turtles (animatieserie) – Raphael, Dark Raphael
- Teenage Mutant Ninja Turtles (videospel) – Raphael
- Teenage Mutant Ninja Turtles: Mutant Melee (videospel) – Raphael
- Teenage Mutant Ninja Turtles: Turtles in Time (videospel) – Raphael
- Teenage Mutant Ninja Turtles 2: Battle Nexus (videospel) – Raphael
- Turtles Forever (animatiefilm) – Raphael
- Winx Club (animatieserie) – Brandon
- Yu-Gi-Oh! (animatieserie) – Tristan Taylor
- Yu-Gi-Oh! 3D: Bonds Beyond Time (animatiefilm) – Yusei Fudo
- Yu-Gi-Oh! 5D's (animatieserie) – Yusei Fudo
- Yu-Gi-Oh! GX (animatieserie) – Damon, The Light Brigade, Elroy Prescott